# Katrien Kesteloot
Katrien Andréa Kesteloot (Moorslede, 28 juli 1962) is een Belgische hoogleraar aan de Katholieke Universiteit Leuven. Ze is tevens financieel directeur van het UZ Leuven en voorzitster van de raad van bestuur van zorgnetwerk Emmaüs.

## Levensloop
Katrien Kesteloot behaalde het diploma van licentiaat in de economische wetenschappen aan de Katholieke Universiteit Leuven (1985) en was in 1989 visiting student aan de Princeton-universiteit in de Verenigde Staten. In 1990 promoveerde ze tot doctor in de economische wetenschappen aan de KU Leuven.
In oktober 1990 werd Kesteloot hoogleraar aan de faculteit Geneeskunde van de KU Leuven, waar ze verbonden is aan het Leuvens Instituut voor Gezondheidszorgbeleid. Sinds oktober 2000 is ze gewoon hoogleraar. Van februari 1999 tot april 2002 was ze directeur Strategy and Financing Systems van het UZ Leuven, waar ze sinds mei 2002 financieel directeur is. Ze is tevens hoofd van de onderzoekseenheid Financiering en Organisatie Gezondheidszorgbeleid en lid van het Treasury & Investmentcomité van de universiteit.
In 2006 werd ze lid van de raad van bestuur van zorgnetwerk Emmaüs, waar ze in 2012 vicevoorzitster werd, in 2013 voorzitster van het auditcomité werd en in januari 2017 voorzitster van de raad van bestuur.
Van november 1995 tot juli 1999 was ze expert-adviseur gezondheidsbeleid op het kabinet van Vlaams minister van Financiën, Begroting en Gezondheidsbeleid Wivina Demeester (CD&V). Van december 2014 tot oktober 2020 was ze expert-adviseur ziekenhuisfinanciering in de beleidscel van van minister van Sociale Zaken en Volksgezondheid Maggie De Block (Open Vld). Sinds november 2015 is Kesteloot lid van de raad van bestuur en het auditcomité van Aedificia, een vastgoedvennootschap gespecialiseerd in zorgvastgoed.
Ze is of was tevens:
- docent aan de Vlerick Leuven Gent Management School (later Vlerick Business School)
- docent aan de TIAS School for Business and Society
- lid van de Nationale Raad voor Ziekenhuisvoorzieningen
- voorzitster van de Vlaamse Gezondheidsraad
- lid van de raad van bestuur van het Federaal Kenniscentrum voor de Gezondheidszorg
- lid van de raad van bestuur van de Raad van Universitaire Ziekenhuizen
- lid van de raad van bestuur van de Faculty Club van de KU Leuven
- bestuurster van Hospital Logistics
- bestuurster van Unident
- bestuurster van LSL
- bestuurster van Hospex
- hoofdredacteur van Health Policy
- voorzitster van het Johnson & Johnson Fund for Health and Welfare (Koning Boudewijnstichting)